# Salpichroa hirsuta
Salpichroa hirsuta är en potatisväxtart som först beskrevs av Franz Julius Ferdinand Meyen, och fick sitt nu gällande namn av John Miers. Salpichroa hirsuta ingår i släktet Salpichroa och familjen potatisväxter. Inga underarter finns listade i Catalogue of Life.